# أوقست فورستر (ممثل)
أوقست فورستر (بالألمانية: August Förster) (و. 1828 – 1889 م) هو ممثل، وممثل مسرحي ألماني، ولد في باد لاوخشتيت، توفي عن عمر يناهز 61 عاماً.